# Новела мрій
Новела мрій (яп. ドリーム小説, 夢小説, ドリー夢, ドリ小) — це тип новел, який публікується переважно в Інтернеті та дозволяє читачам вибрати своє ім'я як ім'я головного героя. Ці новели, як правило, мають романтичний характер і написані жінками для жінок. Вони можуть бути як оригінальними творами, так і фанфіками. Також їх називають новелами з перетворенням імені (яп. 名前変換小説). Цей тип новел з'явився приблизно у 2000-му році. Також, від новел мрій походять такі різновиди творчості як юме-е (яп. 夢絵, картина мрій) та юме манґа (яп. 夢漫画, манґа мрій).

## Зміст
Цей жанр існував уже давно, але не мав конкретної назви. Його почали називати новелою мрій після того, як була написана новела для жінок з функцією перетворення імені. Тому, коли говорять про новелу мрій, часто мають на увазі новелу з перетворенням імені для жінок.
Існує багато фанатських робіт у яких описані романтичні відносини головного героя з персонажами манґи, аніме та ігор. Крім того, є випадки, коли  партнером виступають реальні артисти, спортсмени, історичні особи та інші. Також є випадки, коли парою головного героя є оригінальний персонаж автора. Навіть у випадку фанатської творчості, головним героєм у новелах мрій є персонаж якого потрібно перейменувати та з яким читач буде себе ідентифікувати, а не герой оригіналу. Читачі можуть отримувати більше емоцій, даючи власне ім'я або своє улюблене ім'я головному герою. Загалом, тому що у більшості новел мрій головним героєм є жінка, її називають героїнею (яп. ヒロイン). На деяких сайтах, ім'я головного героя новели змінюється на зареєстроване ім'я користувача.
Існує багато варіацій, у деяких з яких головним героєм може бути чоловік замість жінки або навіть тварина. Деякі новели мрій не мають романтичних елементів. Також, крім імені головного героя, є такі, які дозволяють додатково задати ім'я друга. У випадку з оригінальним твором можна змінити ім'я персонажа, який виступає партнером головного героя, але у фанфіку це не робиться.

## Пов'язані терміни
- Юме-е (яп. 夢絵, картина мрій) — ілюстрація з існуючим персонажем та оригінальним персонажем (героєм) автора.

- Юме манґа (яп. 夢漫画, манґа мрій) — манґа з існуючим персонажем та оригінальним персонажем (героєм) автора. Вона може бути з ім'ям автора або зі змінним ім'ям.

- Юменуші-е (яп. 夢主絵) — ілюстрація з оригінальним персонажем (героєм) автора.

- Юмежьоші (яп. 夢女子, мрійниця) — шанувальниця жанру новела мрій яка мріє про романтичні або будь-які інші стосунки між своїм улюбленим персонажем та собою[1] або своїм оригінальним персонажем. Інші назви юмемі отоме (яп. 夢見乙女) та дрімер (яп. ドリーマー).

- Новела з перетворенням імені (яп. 名前変換小説) — новела мрій у якій героєм є не «читач», а «герой, створений автором».

- Безіменний (яп. ネームレス) — новела мрій у якій ім'я головного героя не з'являється.

- Юменуші (яп. 夢主) — головний герой новели мрії. Абревіатура від «головний герой новели мрії» (яп. 夢小説の主人公). Часто це оригінальний персонаж автора з яскраво вираженою індивідуальністю. Інші назви юме героїня (яп. 夢ヒロイン) та дрімнуші (яп. ドリーム主).

- Отоко шуджинко (яп. 男主人公) — головний герой-чоловік. У більшості випадків це може бути дружба або романтика з існуючим жіночим персонажем. Інші назви герой (яп. ヒーロー) та отокоаруджи (яп. 男主).

- Дансо (яп. 男装) — ситуація, коли жінка-героїня одягнена як чоловік і живе як чоловік. В основному використовується для спорту.

- Тенденція у роботі (яп. 作品傾向) — висловлювання одним словом, що це за робота. Солодка (яп. 甘々), зворушлива (яп. ほのぼの), смішна (яп. ギャグ), серйозна (яп. シリアス), темна (яп. ダーク) тощо.

- SS — абревіатура від «Коротка історія» (англ. Short Story).

- SSS — абревіатура від «Коротка коротка історія» (англ. Short Story Story).

- BL — абревіатура від «Любов хлопців» (англ. Boy's Love). Те ж саме що і яой.

- Юрі (яп. 百合) — любов між дівчатами. Рідко зустрічається у новелах мрій.

- Гіжинка (яп. 擬人化) — це новела мрій у якій описані відношення з персонажем який в оригіналі не є людиною, але зображений як людина у новелі мрій.

Типовими прикладами є персонажі Покемон.
- Нама моно (яп. 生モノ) — це новели мрій про відомих людей, таких як музиканти, айдол-групи, актори, коміки та спортсмени. Останніми роками також з'являються роботи про акторів озвучування та ютуберів. Оскільки це особливий тип новел мрій, він має свої правила.

- Юджо (яп. 友情) — новела у якій описана дружба з персонажем. У багатьох випадках без елемента романтики.

- Паралель (яп. パラレル) — сетинг, відмінний від оригіналу, паралельний світ.

- Кросовер (яп. クロスオーバー) — поєднання світів та персонажів з різних творів.

- Відома подорож (яп. 既知トリップ, 有知トリップ) — подорож героя у світ про який він знає (наприклад, прочитавши мангу).

- Невідома подорож (яп. 無知トリップ) — подорож героя у світ про який він не знає.

- Зворотна подорож (яп. 逆トリップ) — подорож персонажів твору у реальний світ.

- Омолоджувальна подорож (яп. 逆トリップ) — подорож, у якій герой омолоджується відповідно до вікової групи оригіналу.

- Реінкарнаційна подорож (яп. 転生トリップ) — подорож, у якій герой гине у реальному світі та перевтілюється у сім'ї яка існує у манзі.

- Видача себе за іншу особу (яп. 成り代わり) — головний герой замінює існуючого персонажа. У багатьох випадках персонаж, який був замінений, взагалі не з'являється.

- Зворотній гарем (яп.逆ハーレム, 逆ハー) — новела з багатьма персонажами-чоловіками, які відчувають романтичне почуття до жінки-героїні.

- Гаг хар (яп.ギャグハー) — гумористичний зворотній гарем.

- Гакуен паралель (яп.学園パラレル) — тип новел мрій, у якому персонажі фантастичного твору стають студентами у реальному світі. Він також називається гакупара (яп. 学パラ). Іноді його помилково називають гакупаро 学パロ, але паро (яп. パロ, пародія) и пара (яп. パラ, паралель) мають різні значення.

- Майбутнє (яп. 未来) — новела у якій події відбуваються у майбутньому після завершення подій у офіційному творі. Наприклад, офіційні персонажі-школярі стають дорослими.

- Ура (яп. 裏) — новела, яка переважно містить сексуальні зображення заборонена до 18 років. На деяких сайтах для доступу потребує пароль, реєстрацію або сховані за скритими посиланнями.

- Сумна любов (яп. 悲恋) — новела, у якій кохання між героєм і персонажем закінчується безрезультатно. Також герой чи персонаж можуть загинути.

- Історія смерті (яп. 死ネタ) — новела, фінал якої завершується «смертю» головного героя або персонажа. Також так називають історію після смерті одного з них.

- Божевілля (яп. 狂愛) — новела, у якій персонаж або герой психічно хворий або яндере. Розгортається моторошна і похмура сюжетна лінія, яка зазвичай має катастрофічні наслідки.

- Не подобається (яп. 嫌われ) — новела, у якій головний герой не подобається персонажам. У більшості випадків, але не завжди, над головний героєм знущаються.